# Джойнер (Арканзас)
Джойнер (англ. Joiner) — город, расположенный в округе Миссисипи (штат Арканзас, США) с населением в 540 человек по статистическим данным переписи 2000 года.

## География
По данным Бюро переписи населения США Джойнер имеет общую площадь в 0,78 квадратных километров, водных ресурсов в черте населённого пункта не имеется.
Город Джойнер расположен на высоте 71 метр над уровнем моря.

## Демография
По данным переписи населения 2000 года в Джойнере проживало 540 человек, 139 семей, насчитывалось 197 домашних хозяйств и 223 жилых дома. Средняя плотность населения составляла около 675 человек на один квадратный километр. Расовый состав Джойнера по данным переписи распределился следующим образом: 52,78 % белых, 45,93 % — чёрных или афроамериканцев, 0,93 % — представителей смешанных рас, 0,37 % — других народностей. Испаноговорящие составили 0,74 % от всех жителей города.
Из 197 домашних хозяйств в 37,1 % — воспитывали детей в возрасте до 18 лет, 39,1 % представляли собой совместно проживающие супружеские пары, в 26,4 % семей женщины проживали без мужей, 29,4 % не имели семей. 25,4 % от общего числа семей на момент переписи жили самостоятельно, при этом 11,7 % составили одинокие пожилые люди в возрасте 65 лет и старше. Средний размер домашнего хозяйства составил 2,74 человек, а средний размер семьи — 3,29 человек.
Население города по возрастному диапазону по данным переписи 2000 года распределилось следующим образом: 29,8 % — жители младше 18 лет, 12,0 % — между 18 и 24 годами, 23,5 % — от 25 до 44 лет, 21,9 % — от 45 до 64 лет и 12,8 % — в возрасте 65 лет и старше. Средний возраст жителей составил 33 года. На каждые 100 женщин в Джойнере приходилось 80,0 мужчин, при этом на каждые сто женщин 18 лет и старше приходилось 72,3 мужчин также старше 18 лет.
Средний доход на одно домашнее хозяйство в городе составил 26 875 долларов США, а средний доход на одну семью — 30 000 долларов. При этом мужчины имели средний доход в 28 750 долларов США в год против 20 208 долларов среднегодового дохода у женщин. Доход на душу населения в городе составил 10 454 доллара в год. 27,7 % от всего числа семей в населённом пункте и 27,5 % от всей численности населения находилось на момент переписи населения за чертой бедности, при этом 35,3 % из них были моложе 18 лет и 23,4 % — в возрасте 65 лет и старше.